# Fritz Huser
Fritz Huser (* 15. Juni 1952 in Wettingen) ist ein Schweizer Maler und Illustrator.

## Leben
Fritz Huser ist in Wettingen, Freiburg und auf dem Gotthardpass aufgewachsen. Er absolvierte eine Lehre zum Innendekorateur und arbeitete anschliessend im Theater, Film und beim Schweizer Fernsehen. Seit 1984 konzentriert er sich auf die Malerei.
Nach einer Studienreise in die Provence begann er, mit Sand und Pigmenten von farbigen Kreidefelsen zu experimentieren. Dabei entwickelte er eine Technik, mit der er heute weiter arbeitet. Daraus ergeben sich die für ihn charakteristischen Farben und Strukturen. Die Bildoberflächen sind trocken und körnig, die Themen poetisch, atmosphärisch und verspielt.
Seit 1999 ist Fritz Huser Artist in Residence im historischen Müllerhaus in Lenzburg. Nebst zahlreichen Ausstellungen und Auftragsarbeiten öffnet Huser jedes Jahr mit seiner Frau den „Huser Kunst Kiosk“ im Müllerhaus.
Fritz Huser lebt mit seiner Frau in Beinwil am See, Lenzburg, und auf dem Gotthard.